# Närrijärvi (sjö i Enare, Lappland, Finland)
Närrijärvi eller Njeärrijärvi är en sjö i Finland. Den ligger i kommunen Enare i landskapet Lappland, i den norra delen av landet, 1 000 km norr om huvudstaden Helsingfors. Arean är 29,9 hektar och strandlinjen är 3,93 kilometer lång. Sjön  ingår i Pasvik älvs huvudavrinningsområde. 